# Tell Me That It's Over
 (mars 2024).
Tell Me That It's Over est le deuxième album studio du groupe de rock américain Wallows, sorti le 25 mars 2022 chez Atlantic Records. L'album fait suite à leur EP de 2020, Remote.

## Histoire
Le 30 septembre 2021, le groupe Wallows sort son premier single, I Don't Want to Talk, ainsi qu'un clip vidéo et révèle des dates de tournée nord-américaine. Le 5 décembre 2021, Wallows annonce le titre de l'album et dévoile quatre extraits des chansons de l'album sur leur site web officiel. Le deuxième single de l'album, « Especially You », et son clip sortent le 3 février 2022. Le morceau sort avec des dates de tournée internationale, une tracklist, une pochette et une date de sortie pour Tell Me That It's Over. Le troisième single, At the End of the Day, sort le 4 mars 2022, parallèlement à un clip vidéo tourné à Las Vegas, au Nevada. Un clip pour le cinquième morceau de l'album, Marvelous, est sorti en même temps que l'album le 25 mars 2022. Le cinéaste et photographe Jason Lester a réalisé chaque clip vidéo sorti pour Tell Me That It's Over.
Tell Me That It's Over est produit par les membres du groupe Braeden Lemasters, Cole Preston et Dylan Minnette, ainsi que par Ariel Rechtshaid, lauréat de plusieurs Grammy Awards. Lemasters décrit l'album au magazine American Songwriter comme étant « le résultat des relations que nous avons eues, de notre amour, du fait d'être davantage un adulte, et de ce que cela signifie et de son importance, contrairement à la perte d'innocence en entrant dans l'âge adulte de notre premier album »[réf. nécessaire].
Contrairement à leur premier album Nothing Happens, Tell Me That It's Over se constitue au fil du temps. Certaines démos de l'album commencent en 2018. Wallows passe la majeure partie de l'année 2021 à réaliser l’album. 
Le sixième morceau de l'album, Permanent Price, contient la voix de Lydia Night, chanteuse principale de l'ancien groupe The Regrettes et ex-petite amie de longue date de Dylan Minnette.

## Sortie et promotion
Tell Me That It's Over sort chez Atlantic Records le 25 mars 2022, aux formats vinyle, CD, streaming numérique et téléchargement. Pour célébrer la sortie de l'album, les Wallows organisent une séance de « Foire aux questions » et une performance live au Rough Trade Records à New York le 26 mars. Le 27 mars, le groupe joue au Music Hall de Williamsburg[Lequel ?]. La performance est diffusée en direct sur la chaîne Twitch d'Amazon Music. Enfin, le 30 mars, Wallows interprète Marvelous dans l'émission Jimmy Kimmel Live! pour faire la promotion de leur deuxième album. Wallows annonce la tournée « Tell Me That It's Over » en 2021. Le 1er avril 2022, le groupe joue son premier concert de la tournée au Paramount Theatre de Seattle. Le groupe réalisedix0 concerts à guichets fermés avant de faire une brève pause. Pendant cette pause, ils se produisent pour la deuxième fois au Coachella Festival à Indio, en Californie. Wallows reprend sa tournée le 15 mai à Austin (Texas). Le groupe est en tournée aux États-Unis durant une grande partie de l'année 2022. Le 23 janvier 2023, Le groupe se produit à l'Olympia, à Paris, 59 ans précisément après les dates devenus légendaires des Beatles dans la même salle, ce que le chanteur du groupe Dylan Minnette souligne durant la soirée. Le groupe poursuit sa tournée tout au long de l'année 2022 et jusqu'en 2023, avec des passages dans des festivals tels que Bonnaroo Music Festival, Lollapalooza, Reading and Leeds Festival. Des premières parties comme Spill Tab, Jordana, May-A et Hatchie les rejoignent sur leur tournée.

## Liste des pistes
Tous les morceaux sont produits par Ariel Rechtshaid, sauf indication contraire.
| Tell Me That It's Over track listing | Tell Me That It's Over track listing | Tell Me That It's Over track listing | Tell Me That It's Over track listing | Tell Me That It's Over track listing | Tell Me That It's Over track listing | Tell Me That It's Over track listing | Tell Me That It's Over track listing | Tell Me That It's Over track listing | Tell Me That It's Over track listing |
| No                                   | Titre                                | Producer(s)                          | Durée                                |                                      |                                      |                                      |                                      |                                      |                                      |
| ------------------------------------ | ------------------------------------ | ------------------------------------ | ------------------------------------ | ------------------------------------ | ------------------------------------ | ------------------------------------ | ------------------------------------ | ------------------------------------ | ------------------------------------ |
| 1.                                   | Hard to Believe                      |                                      | 3:40                                 |                                      |                                      |                                      |                                      |                                      |                                      |
| 2.                                   | I Don't Want to Talk                 | - Rechtshaid - Preston               | 3:43                                 |                                      |                                      |                                      |                                      |                                      |                                      |
| 3.                                   | Especially You                       |                                      | 3:01                                 |                                      |                                      |                                      |                                      |                                      |                                      |
| 4.                                   | At the End of the Day                |                                      | 3:53                                 |                                      |                                      |                                      |                                      |                                      |                                      |
| 5.                                   | Marvelous                            |                                      | 2:22                                 |                                      |                                      |                                      |                                      |                                      |                                      |
| 6.                                   | Permanent Price                      |                                      | 3:06                                 |                                      |                                      |                                      |                                      |                                      |                                      |
| 7.                                   | Missing Out                          | - Rechtshaid - DeBold                | 3:16                                 |                                      |                                      |                                      |                                      |                                      |                                      |
| 8.                                   | Hurts Me                             |                                      | 2:58                                 |                                      |                                      |                                      |                                      |                                      |                                      |
| 9.                                   | That's What I Get                    |                                      | 3:51                                 |                                      |                                      |                                      |                                      |                                      |                                      |
| 10.                                  | Guitar Romantic Search Adventure     |                                      | 4:03                                 |                                      |                                      |                                      |                                      |                                      |                                      |
| 33:58                                |                                      |                                      |                                      |                                      |                                      |                                      |                                      |                                      |                                      |